# Stigmaphyllon stenophyllum
Stigmaphyllon stenophyllum är en tvåhjärtbladig växtart som beskrevs av C.E. Anderson. Stigmaphyllon stenophyllum ingår i släktet Stigmaphyllon och familjen Malpighiaceae. Inga underarter finns listade i Catalogue of Life.